# Cypha longicornis
Cypha longicornis är en skalbaggsart som först beskrevs av Gustaf von Paykull 1800.  Cypha longicornis ingår i släktet Cypha, och familjen kortvingar. Arten är reproducerande i Sverige.